# Lumparland
Lumparland este o comună din Finlanda.